# Klasztor Sainte Marie de La Tourette
Klasztor Sainte Marie de La Tourette – klasztor dominikanów w Éveux  we Francji  zbudowany w drugiej połowie lat 50. XX wieku według modernistycznego projektu Le Corbusiera. W 2016 roku został wpisany na Listę Światowego Dziedzictwa UNESCO jako ikoniczny przykład brutalizmu w architekturze.

## Historia
24 listopada 1943 roku dominikanie zakupili teren w okolicy Lyonu. W 1953 roku poproszono Le Corbusiera o przygotowanie planów klasztoru dla 100 zakonników. Budowę ukończono w 1959 roku, a 19 października 1960 roku został on poświęcony przez kardynała Gerliera. W uroczystości wziął udział Le Corbusier. Pięć lat później, w drodze do Paryża, 31 sierpnia 1965 roku jego zwłoki przez jedną noc były wystawione w klasztorze. 8 września 1965 roku budynek klasztoru został wpisany do inwentarza zabytków. Seminarium zakonne zamknięto w 1969 roku. W styczniu 1970 roku podjęto decyzje o utworzeniu w budynku Centrum Thomasa More'a, które w 2001 roku po połączeniu z Dominikan Home zostało za zgodą Ministerstwa kultury przekształcone w Centrum spotkań kulturalnych Tourette stając się ośrodkiem kultury. Centrum działało w latach 2002–2009. Do 1970 roku klasztor był zamknięty dla zwiedzających. Od 1970 są w nim realizowane różne projekty, prowadzone rekolekcje i spotkania.

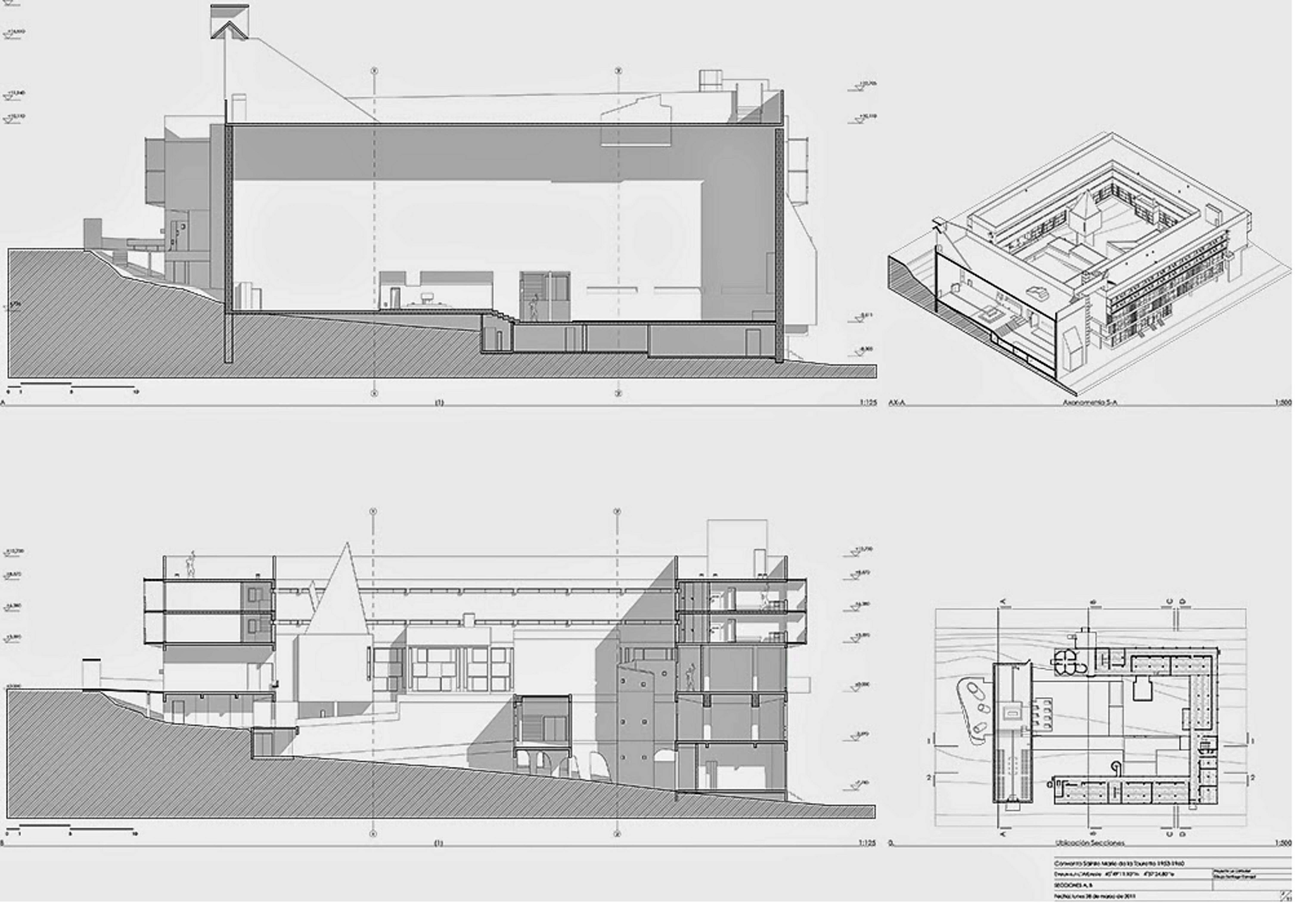
Klasztor

W 2006 roku na zlecenia stowarzyszenia Amis de la Tourette rozpoczęto remont budynku. Pracami kierował architekt Didier Répellin. W latach 2006–2008 wykonano remont zachodniego skrzydła i izolację dachów skrzydła południowego i wschodniego. Następnie odrestaurowano ich wnętrza, aby w 2010 przeprowadzić remont oratorium, korytarzy i atrium. Po renowacji w latach 2012–2013 kościoła, krypty i zakrystii prace zostały zakończone.
Cele w budynku mają duże okna i widok na otaczającą budynek przyrodę. Zostały umieszczone na dwóch najwyższych piętrach. Cele braci są małe, mają 5,92 m długości, 1,83 m szerokości i 2,26 m wysokości. Dostępne są także cele ojców, które są trochę większe. Każda cela ma swoją loggię. Refektarz jest całkowicie przeszklony i ma wysokość 4,5 m.
Budynek unosi się nad ziemią na słupach (fr. pilotis) i jest wyposażony w ogród na dachu płaskim. Klasztor jest połączony z kościołem podniebnym mostem z żelazobetonu.

## Wpis na listę UNESCO
Wnioski o wpisanie dzieł Le Corbusiera na Listę Światowego Dziedzictwa UNESCO były składane we wcześniejszych latach, ale zostały odrzucone w 2009 i 2011 roku. W 2015 roku ograniczono się do 17 obiektów. Wpis miał miejsce podczas 40 sesji Komitetu Światowego dziedzictwa w Stambule. 